# Kowda (wieś)
Kowda (ros. Ковда) – wieś w Rosji, w rejonie Kandałaksza obwodu murmańskiego. Jest częścią osiedla typu miejskiego Zielienoborskij.
Jedna z najstarszych i najważniejszych nadmorskich osad w rejonie Morza Białego, na mapach oznaczana już w XV wieku.
We wsi zachowała się drewniana cerkiew Św. Mikołaja - zabytek XVII-wiecznej architektury.
W latach 1908–1940 w Kowdzie działała stacja biologiczna, założona przez (Saint Hilaire? ros. основанна К.К. Сент-Илером). W roku 1974 w wiosce zaczęła działać stacja biologiczna "Nasz dom", należąca do klas biologicznych moskiewskiej szkoły nr 57 (obecnie do klas szkoły nr 520), zorganizowana przez zasłużoną nauczycielkę biologii Galinę Anatoliewnę Sokołową.